# Saltville
Saltville est une ville située dans les comtés de Smyth et Washington, dans l'État de Virginie aux États-Unis.
Son nom vient des marais salants de la région.
Sa population était de 2 077 habitants en 2010.

## Histoire
Pendant la Guerre de Sécession deux batailles ont lieu à proximité :
- Première bataille de Saltville
- Seconde bataille de Saltville

## Source
- (en) Cet article est partiellement ou en totalité issu de l’article de Wikipédia en anglais intitulé « Saltville, Virginia » (voir la liste des auteurs).